# Подборовка
Подборовка — деревня в Старорусском районе Новгородской области в составе Взвадского сельского поселения.

## География
Находится в южной части Новгородской области на расстоянии приблизительно 16 км на север-северо-восток по прямой от города Старая Русса в дельте реки Ловать.

## История
На карте 1840 года уже была обозначена. В 1908 году здесь (деревня Старорусского уезда Новгородской губернии) было учтено 18 дворов.

## Население
Численность населения: 161 человек (1908 год), 98 (русские 95 %) в 2002 году, 105 в 2010.